# Les Printemps de ce monde
Les Printemps de ce monde est un roman de Christian Signol, suite des Noëls blancs, publié en 2001.

## Résumé
Mathieu épouse Marianne en 1936. Edmond épouse Odile en 1937, ils ont un fils Robert en 1940. Élise renoue avec Lucie en 1941 et l'invite à Paris. Charles est instituteur à Sportour et épouse Mathilde en 1942. Jan est mobilisé et tué. Charles prend le maquis en 1943, est arrêté en 1944 et envoyé à Paris. Élise le fait libérer et le cache chez elle. Mathilde y va avec Lucie. Élise a une fille Paule en 1945. Son mari, collaborateur, est exécuté. Edmond revient de 5 ans de déportation. Charles et Mathilde sont instituteurs à la Roche et auront deux fils : Pierre l'aîné, puis Jacques en 1949. Heinz part en Allemagne en 1952. Louise est infirmière à Yaoundé. François donne sa ferme à Edmond et meurt en 1956 puis c'est le tour d'Aloïse. En 1958, Élise ouvre un magasin d'antiquités à Londres, puis à New York. Edmond meurt en 1961. Revenu d'Algérie, Robert reprend la ferme. Mathieu et Marianne reviennent en France en 1962 et prennent une ferme dans le Lot. Lucie meurt en 1964. Pierre entre en classe de maths sup à Paris. Heinz est tué en RDA. Mathieu meurt en 1968.

## Publication
- Les Noëls blancs, Ce que vivent les hommes, tome 1, Éditions Albin Michel, 2000  (ISBN 978-2-226-11635-2).
- Les Printemps de ce monde, Ce que vivent les hommes, tome 2, Éditions Albin Michel, 2001  (ISBN 2-226-12741-0).